# Pedro Picapiedra
Pedro Picapiedra (Frederick "Fred" Flintstone en inglés) es un personaje ficticio de la serie de televisión de dibujos animados "Los Picapiedra". Durante los años sesenta era el personaje principal de la serie, protagonizando las diversas historias en una vida contemporánea, pero vista como en la edad de piedra. Concepto similar se repitió en "Los Supersónicos", con la diferencia de mostrar la vida contemporánea en un escenario futurista.

## Apariencia y personalidad
Viste una corbata azul, y anda bien peinado. Usa un traje sencillo de piel de tigre, sin mangas ni pantalón.
El personaje en sí es rudo, seguro de sí mismo, pero poco reflexivo. Siempre pasa por un error antes de aprenderlo y tiende a hacer todo lo posible para no enfrentar sus problemas (lo que muchas veces le trae más problemas). Sin embargo, posee habilidades que le permiten hacer cualquier empleo, y es tanto así que también llegó a cumplir oficios como agente especial en una película, Agente Secreto Picapiedra.

## Vida familiar
Pedro Picapiedra está casado con Vilma Picapiedra, con la cual tiene una hija: Pebbles. Su adorable mascota es Dino, un dinosaurio púrpura. Pedro trabaja en la cantera del Señor Rajuela (Slate, en inglés). Sus principales aficiones son jugar a los bolos y las reuniones de los Búfalos Mojados. Su típica frase es Yabba Dabba Doo (la cual dice generalmente cuando se alegra en algunas oportunidades).
Su mayor dificultad durante la historia de los Picapiedra, es su rol de padre, ya que al tratar de llevar una vida digna y enriquecida con su familia, se pierde buscando la vida fácil.
Es un obrero de la construcción trabajando en una cantera —contrario a la creencia popular y a las películas, Pablo Mármol y él no eran compañeros de trabajo en la serie original— y además es miembro de la Logia de los Búfalos Mojados.
En las dos películas animadas hechas para la televisión en el año 1993, en "I Yaaba-Dabba-Doo" Pedro es suegro de Bam-Bam Mármol cuando su hija Pebbles se casa con él y en la película "Holly-Rock-a-bye-Baby" Pedro es abuelo materno de dos mellizos, Chip (Charleston Frederick) y Roxy (Roxanne Elizabeth) Mármol.

## Interpretación
Sus principales actores de voz han sido los siguientes:
- Español: Para Latinoamérica Jorge Arvizu (primera y segunda serie y 1ª película) y Arturo Mercado (1977-presente). Para España Pepe Mediavilla y Pep Antón Muñoz.
- Inglés: Alan Reed (1960-1977), Henry Corden (1978-2005) y James Arnold Taylor (2005-presente)

## Otros medios
- Pedro Picapiedra aparece en un gag del sofá de Los Simpson.
- También aparece en un episodio de Las sombrías aventuras de Billy y Mandy, junto a su hija Pebbles adolescente en un episodio de Johnny Bravo y junto a Pablo Mármol en Family Guy.
- En la película en imagen real basada en la serie animada Los Picapiedra (1994), fue interpretado por John Goodman.
- En la publicidad por televisión, Pedro Picapiedra aparece en las cajas de cereales de la marca Post en Estados Unidos, "Fruity Pebbles" con sabor a frutas y "Cocoa Pebbles" con sabor a cacao. También su imagen aparece en las vitaminas para niños "Flintstones" fabricadas por la empresa Bayer, y también en varios comerciales de Pepsi. Mientras en Chile, aparecía en un institucional de TVN en la década de los 70, en un comercial chileno de Supertiendas ABC (hoy Abcdin), en otro de supermercados Unimarc para el álbum de figuritas de Cartoon Network y en varios comerciales de Petit Punch de Soprole, Fritto-Crac (marca de snacks, hoy propiedad de PepsiCo) y Dos en Uno (estos dos últimos, aprovechando el lanzamiento de la película de acción real de 1994). En Brasil aparece en un comercial brasileño del banco Bradesco junto con su esposa Vilma, sus vecinos los Mármol y Los Supersónicos.
- Pedro apareció en una foto colgando en la casa del Señor Rigby en la película ¡Scooby! (2020).
- Pedro Picapiedra aparece en la película Space Jam: A New Legacy (2021).

- Datos: Q614889
- Multimedia: Fred Flintstone / Q614889